# Arthur Langeveld
Arthur Langeveld (Amsterdam, 1947) is een Nederlands slavist en literair vertaler.

## Carrière
Hij studeerde aan de Universiteit van Amsterdam en is docent Russische literatuur en geschiedenis aan de Universiteit Utrecht. Hij kreeg vooral bekendheid door zijn vertalingen van literaire werken uit het Russisch. Langeveld vertaalde veel werken uit de klassieke Russische literatuur, zoals Dode Zielen van Nikolaj Gogol, Oblomov van Ivan Gontsjarov en De broers Karamazov (eerder vertaald onder de titel De gebroeders Karamazov) van Fjodor Dostojevski, maar ook meer moderne schrijvers en dichters als Daniil Charms, Boris Pilnjak, Joseph Brodsky en Viktor Astafjev. In 1999 kreeg hij de Aleida Schot-prijs en in 2006 ontving hij de Martinus Nijhoffprijs voor zijn hele vertaaloeuvre.
In 1988 promoveerde Langeveld bij Karel van het Reve op het proefschrift Vertalen wat er staat, waarin hij betoogt dat literair vertalen vooral een vak is dat men, uitgaande van enige aanleg, kan leren. Zijn proefschrift beleefde in boekvorm diverse herdrukken en geldt nog steeds als een leidraad voor vertalers.
Langeveld schreef ook diverse overzichtswerken over de Russische literatuur, waaronder Moderne Russische literatuur (2005, samen met Willem Weststeijn) en Russische literatuur in kort bestek (2012).